# Schloss Artstetten
Schloss Artstetten er et slot, der ligger i nærheden af Wachau-dalen i Niederösterreich, Østrig. Slottet blev brugt som sommerresidens af det østrig-ungarske Habsburg-dynasti, og det er stedet, hvor ærkehertug Franz Ferdinand og hans hustru Sophie af Hohenberg ligger begravet efter attentatet mod dem den 28. juni 1914. Nu om stunder huser det ærkehertug Franz Ferdinand Museet. Det tilhører familien Hohenberg.